# La Plume

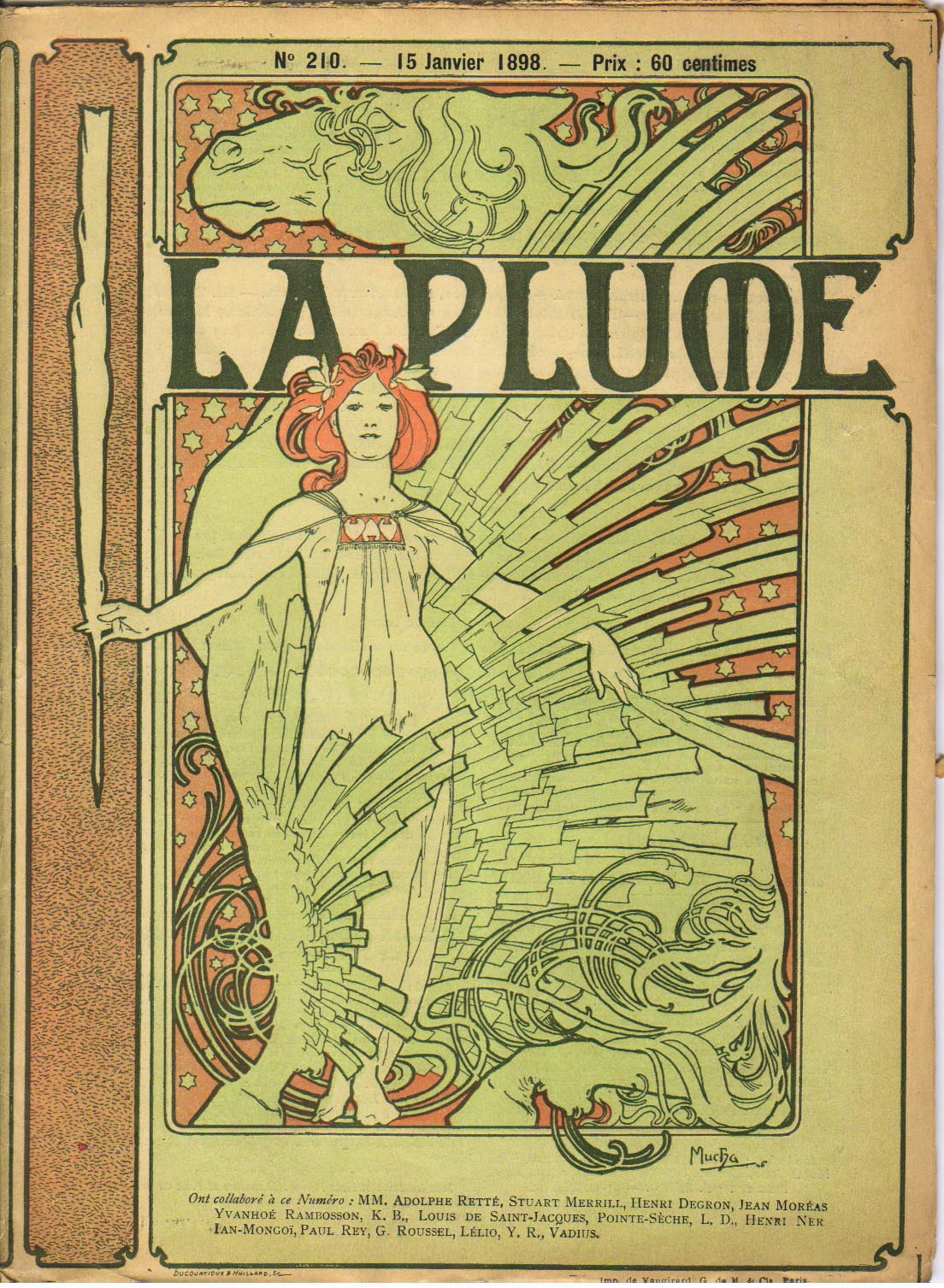
Přebal revue od Alfonse Muchy

La Plume (česky Pero) byla avantgardní francouzská literární a umělecká revue. V roce 1889 ji založil novinář a básník Léon Deschamps, který ji také po deset let řídil. V roce 1899 ji jako vydavatel převzal Karl Boès, který La Plume řídil až do roku 1914.
Revue měla redakci v čísle 31 v rue Bonaparte v pařížském 6. obvodu. Již od jejího vzniku do ní přispívali takoví umělci jako Adolphe Willette, Jean-Louis Forain, Eugène Grasset, Henri de Toulouse-Lautrec, Maurice Denis, Paul Gauguin, Camille Pissarro, Paul Signac, Georges Seurat, Odilon Redon a v neposlední řadě i Alfons Mucha. Jedno z nejznámějších čísel revue La Plume bylo věnováno kabaretu Le Chat noir.

## Salon des Cent

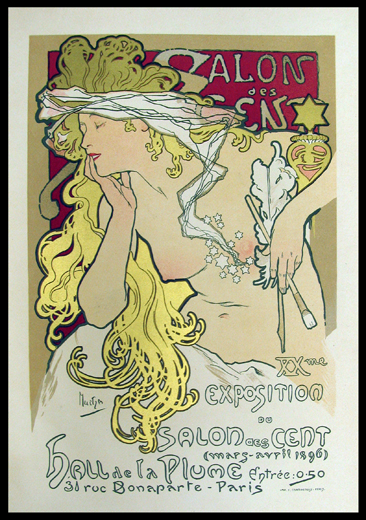
Alfons Mucha, Salon des cent, 1896

Salon des Cent byli umělci seskupení kolem revue La Plume. Na adrese rue Bonaparte č. 31. pořádala skupina své salony, na nichž umělci prodávali veřejnosti speciální edice svých plakátů, jež byly obvykle bez reklamních textů.
Vydavateli La Plume Léonu Deschampsovi se líbily Muchovy práce v oblasti užitého umění, a proto jej požádal, aby pro 20. výstavu skupiny Salon des Cent vytvořil plakát. Pozval ho také, aby se stal členem skupiny a vystavoval v rue Bonaparte svá díla určená na prodej.
Návrh plakátu pro časopis věnoval Mucha jako svůj vstupní dar. Zařadil se tak do okruhu stálých spolupracovníků revue.